# San Martín Itunyoso
San Martín Itunyoso är en ort i Mexiko.   Den ligger i kommunen San Martín Itunyoso och delstaten Oaxaca, i den sydöstra delen av landet, 280 km sydost om huvudstaden Mexico City. San Martín Itunyoso ligger 2 612 meter över havet och antalet invånare är 1 276.
Terrängen runt San Martín Itunyoso är kuperad åt nordost, men åt sydväst är den bergig. Runt San Martín Itunyoso är det ganska glesbefolkat, med 32 invånare per kvadratkilometer. Närmaste större samhälle är Santiago Juxtlahuaca, 18,2 km nordväst om San Martín Itunyoso. I omgivningarna runt San Martín Itunyoso växer huvudsakligen savannskog.